# Resolució 503 del Consell de Seguretat de les Nacions Unides
La Resolució 503 del Consell de Seguretat de les Nacions Unides, aprovada per unanimitat el 9 d'abril de 1982, després de reafirmar la Resolució 473 (1980), el Consell va expressar la seva preocupació davant les sentències de mort emeses per la Divisió Provincial de Transvaal del Tribunal Suprem de Sud-àfrica contra Ncimbithi Johnson Lubisi, Petrus Tsepo Mashigo i Naphtali Manana, tots ells membres del Congrés Nacional Africà.
La resolució va demanar al Govern de Sud-àfrica que commutés les sentències de mort després d'haver escoltat la confirmació d'aquestes en la Divisió d'Apel·lació del Tribunal Suprem. També va instar a tots els Estats membres a utilitzar la seva influència per ajudar en aquest assumpte.
Després de l'aprovació de la Resolució 503, les sentències de mort els van ser commutats a cadena perpètua; tots van ser alliberats posteriorment durant la caiguda de l'apartheid.